# Chelsea (Michigan)
Pour les articles homonymes, voir Chelsea.
Chelsea est une ville du comté de Washtenaw dans l'État américain du Michigan. Sa population était de 5467 habitants au recensement de 2020.

## Histoire
La région est colonisée pour la première fois dès 1820 dans le territoire du Michigan par le colon Cyrus Beckwith. Le Michigan Central Railroad construit une ligne à travers la région en 1848 et un bureau de poste est établi pour la première fois le 4 janvier 1849. Il s'appelait à l'origine Kendon. Le nom est changé pour Chelsea le 19 juillet 1850 lorsque la gare ouvre ses portes et que la localité est officiellement fondée. Le nom Chelsea est suggéré par Elisha Congdon[Qui ?], d'après sa ville natale de Chelsea, Massachusetts. Chelsea est désigné pour la première fois en tant que village en 1889. Le palais de justice de Chelsea est situé en centre-ville, dans un bâtiment bancaire vieux de 120 ans, probablement l'un des plus vieux de la ville.
Le village de Chelsea devient officiellement une ville en 2004. En 2011, le centre-ville de Chelsea est inscrit au registre national des lieux historiques en tant que quartier historique commercial de Chelsea.

## Géographie
Selon le Bureau de recensement des États-Unis, la ville possède une superficie totale de 9,51 km2, dont 9,38 km2 (98,64 %) de terre et 0,13 km2 (1,36 %) de surface aquatique.
Le sentier de randonnée du Michigan « Border-to-Border » traverse la ville.

### Routes principales
L'Interstate 94 délimite la frontière sud de la ville.
La route M-52 traverse le centre de la ville en suivant un axe Nord-Sud.

### Climat
La région climatique présente des différences de température saisonnières importantes et variables, avec des étés chauds à caniculaires (et souvent humides) et des hivers froids (et parfois très froids). Selon le système de classification climatique de Köppen, Chelsea a un climat continental humide, abrégé « Dfb » sur les cartes climatiques.

## Démographie

### Recensement de 2010
Au recensement de 2010, 4 944 personnes, 2 224 ménages et 1 284 familles vivaient dans la ville. La densité de population était de 575 hab/ km2. La composition raciale de la ville était de 96,1 % de blancs, de 0,4 % d'afro-américains, de 0,3 % d'amérindiens, de 1,1 % d'asiatiques, de 0,6 % d' autres races et de 1,5 % d'au moins deux races. Les hispaniques ou latinos de toute race représentaient 2,5% de la population.
Il y avait 2 224 ménages, dont 28,1% avaient des enfants de moins de 18 ans vivant avec eux, 46,2% étaient des couples mariés vivant ensemble, 8,8% étaient composés d'une femme au foyer sans mari, 2,8% d'un homme au foyer sans femme présente, et 42,3 % n'étaient pas des familles. 37,2% de tous les ménages étaient composés d'une personne seule et 21,9% comptaient une personne vivant seule âgée de 65 ans ou plus. La taille moyenne des ménages était de 2,18 personnes et la taille moyenne des familles de 2,91.
L'âge médian dans la ville était de 43,5 ans. 22,7 % des résidents avaient moins de 18 ans ; 4,7 % avaient entre 18 et 24 ans ; 24 % avaient entre 25 et 44 ans ; 25,9 % avaient entre 45 et 64 ans ; et 22,7 % avaient 65 ans ou plus. La composition par sexe de la ville était de 45,5% d'hommes et de 54,5% de femmes.

## Économie

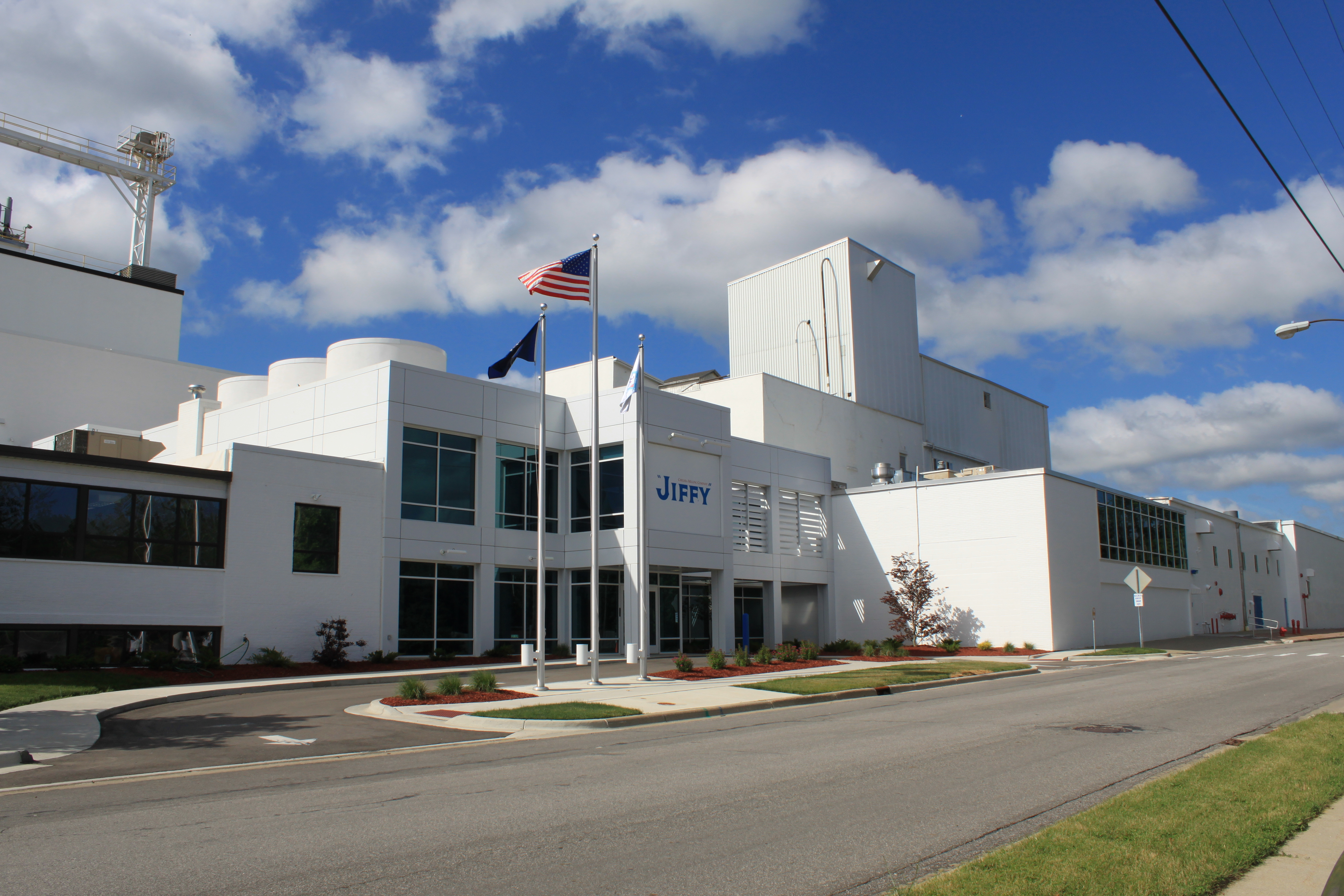
Siège social de Jiffy à Chelsea

Chelsea Milling, l'entreprise fabriquant les préparations alimentaires Jiffy Mix, est basée à Chelsea. Parmi les autres principaux employeurs figurent l'hôpital « Saint Joseph Mercy », les ateliers de tests de l'entreprise automobile Chrysler et la prison alternative de la ville.

## Éducation
La ville abrite le Chelsea School District, qui dessert, outre la ville-même, une très vaste zone qui comprend des portions de plusieurs cantons voisins. L'établissement secondaire d'enseignement de Chelsea est situé dans la ville.
La ville possède également une bibliothèque. En 2008, la bibliothèque est nommée Meilleure petite bibliothèque d'Amérique par le Library Journal.

## Personnes notables
- Jeff Daniels, acteur de théâtre et de cinéma. Fonde la Purple Rose Theatre Company à Chelsea[10].
- Laura Kasischke, poète, romancière, lauréate du National Book Critics Circle Award
- Joe Cox, joueur professionnel de hockey sur glace, né dans la commune en 1994.

## Jumelages
- Shimizu, Hokkaidō, Japon[11]